# Klaus Germann (Kirchenmusiker)

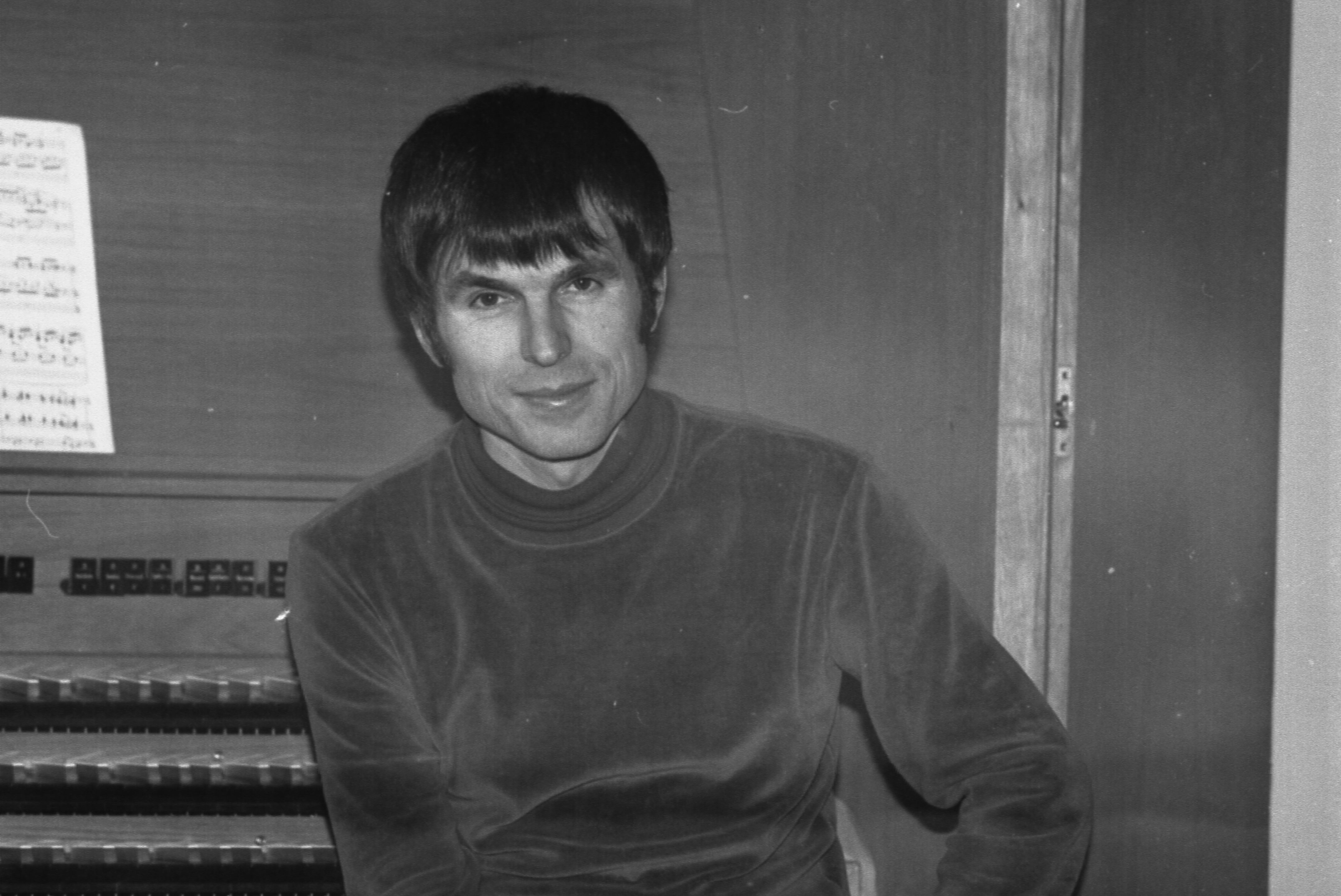
Klaus Germann (1981)

Klaus Germann (* 25. Oktober 1941 im Saarland; † 21. November 1983 in Leverkusen) war ein deutscher Kirchenmusiker.

## Leben
Germann studierte an den Musikhochschulen und Universitäten in Köln, Heidelberg und Saarbrücken Schulmusik und Kirchenmusik (Orgelklasse Michael Schneider). Er absolvierte das Staatsexamen für das Lehramt, das A-Examen und das Konzertexamen für Orgel. Er besuchte Meisterkurse bei Marie-Claire Alain, Gaston Litaize und  Luigi Ferdinando Tagliavini. Konzertreisen führten ihn in fast alle europäischen Länder. U. a. konzertierte er in den Kathedralen von  Paris, Chartres, Köln, Wien und Helsinki. Germann war als Kirchenmusiker seit 1975 in der Kirche am Bielert in Leverkusen-Opladen tätig. Zudem lehrte er künstlerisches Orgelspiel an der Musikhochschule Köln. Klaus Germann war mit einer Klavierpädagogin verheiratet und hatte drei Kinder.

## Hausorgel
1976 erbaute der Orgelbauer Siegfried Merten für Klaus Germann als Gesellenstück bei der Firma Gert Weyland eine dreimanualige Hausorgel mit drei Registern und angehängtem Pedal. Das Instrument ging später in den Besitz von Christoph Schoener über.

## Tondokumente
- Barock – Romantik (Pelca 1978)
- Orgelmusik zur Weihnacht (Edition Brockhoff 1886; Fono 1996)
- Klaus Germann spielt Werke von Bach

## Schüler
- Helmut Kickton[5]